# 사토 류가
사토 류가(일본어: 佐藤龍我, 2002년 12월 17일 ~ )는 일본의 가수, 배우이다. 일본 가나가와현 출신.
2016년 6월 19일 자니스 사무소에 입소하였으며, 현재 자니스 주니어 산하의 6인조 유닛 비 쇼넨(美 少年)의 멤버로서 활동하고 있다.

## 인물
- 2002년 12월 17일 일본 가나가와현에서 2남 1녀 중 첫째로 출생하였다. 형제로는 4살 터울의 남동생과 10살 터울의 여동생이 있다.
- 키 179cm, 몸무게는 56kg.
- 류가의 '龍'은 아버지가 존경하는 인물인 사카모토 료마의 이름 첫 글자에서 따 왔다고 한다.[1]
- 좋아하는 음식은 레몬, 우메보시, 오므라이스.[2][3] 싫어하는 음식은 당근[4], 멜론, 버블티.
- 중학생 때는 배드민턴 부였다.
- 연예계에 들어오기 전부터 초등학교 1학년 때부터 중학교 1학년 때까지 약 7년 간, 힙합 댄스 스쿨에 다니며 춤을 경험하고 있었다.[5]
- 2019년 기준으로, 호리코시 고등학교에 재학하고 있다. 2021년 졸업 예정.

## 경력

### 2016년 ~ 현재: 주니어 생활
2015년 2분기에 방영한 후지 TV 월요일 밤 9시 드라마 《어서 오세요, 우리 집에》를 보고 주연이자 아라시의 멤버인 아이바 마사키가 예능도 드라마도 할 수 있는 모습이 멋지다고 여겨 동경하던 중, 어머니 친구의 권유로 2016년 6월 19일, 만 13세로 사무소에 입소하였다. 그 해 〈SUMMER PARADISE〉에서 후일 같은 유닛의 멤버가 되는 나스 유토와 짝 포지션으로 Sexy Zone 무대의 백 댄서로서 본격적인 무대를 처음 경험하게 되는데, 이 때 두 사람을 짝지어준 것은 쟈니 키타가와 사장. 동년 11월 23일에는 'Tokyo Boys'라는 명칭으로 현 유닛이 결성된다. 2017년 5월에는 유닛명이 바뀌기 전인 '도쿄B쇼넨' 명의로 뮤직 스테이션에 출장하여 엔딩 무대를 맡았다. 2018년 4월에는 시어터 크리에에서 〈쟈니스 긴자 2018〉 공연으로 첫 단독 라이브를 경험하였다. 주니어 내부 오디션을 통해 첫 연속 드라마 출연이 확정되었다. 2018년 3분기 니혼TV에서 방영된 《제로 일확천금 게임》에 주인공 카토 시게아키의 라이벌 역인 '시루베' 역을 연기하였다. 2018년 11월 유닛명이 'Sexy비쇼넨'으로 변경, 이후 2019년 1월에 다시 한 번 '비 쇼넨'으로 변경되었다. 2018년에 이어 2019년까지 2년 연속으로 〈TV아사히·롯폰기 힐즈 여름축제 SUMMER STATION〉의 메인 서포터를 HiHi Jets와 함께 담당하게 되었다.

## 작품 활동

### 드라마
- 《Jr. 선발! 시루베로 가는 길 ~사수자리의 A형 BOY》 (2018) - 류가 役
- 《Jr. 선발! 시루베로 가는 길 ~황소자리의 O형 BOY》 (2018) - 혈액형의 신 役
- 《제로 일확천금 게임》 (2018) - 시루베 役
- 《상사병과 사내반》 (2019) - 후타바 오우타로 役
- 《한여름의 소년~19452020》 (2020) - 세나 사토루役

### 영화
- 《소년들》 (2019)

### 연극・뮤지컬
- 《JOHNNYS' ALL STARS ISLAND》 (2016)
- 《JOHNNYS' YOU＆ME IsLAND》 (2017)
- 《JOHNNYS' King & Prince IsLAND》 (2018)
- 《DREAM BOYS》 (2019)
- 《JOHNNYS' IsLAND》 (2019)